# Ophioglossum falcatum
Ophioglossum falcatum là một loài dương xỉ trong họ Ophioglossaceae. Loài này được Fowler mô tả khoa học đầu tiên năm 1940.
Danh pháp khoa học của loài này chưa được làm sáng tỏ. 